# 北川幸比古
北川 幸比古（きたがわ さちひこ、1930年10月10日 - 2004年12月25日）は、日本の児童文学作家、翻訳家、編纂家。

## 略歴
東京生まれ。
のちの東京都立豊多摩高等学校在籍時は中原中也や立原道造などの詩に傾倒し、自ら詩の雑誌を作るなどしていた。同級の友人であった谷川俊太郎は、それに影響され自らも詩作を行うようになった。
1954年に早稲田大学國文科を卒業した。児童雑誌『ぎんのすず』編集部に勤務した。
1956年頃から2年ほど的場書房という出版社を独りで経営していた。的場書房からは谷川の『絵本』（1956年）、寺山修司の第一歌集『空には本』（1958年）などを出版している。
その後、児童文学の道を歩み、1960年代から児童SFを執筆し、のちに詩集の編纂を多く手掛ける。1966年ごろ、福島正実と少年文芸作家クラブを創設した。1983年、第1回新美南吉児童文学賞を受賞した。
児童文学作家の北川千代は叔母。ヨーデル歌手の北川桜は娘。

## 著書
- 『怪談』（少年画報社、少年文庫） 1965
- 『もしもしQちゃん こわいお話』（小学館、小学二年生 1966年8月号）[7]
- 『ロケットさくら号のぼうけん』（盛光社、創作S・Fどうわ） 1967.5
- 『すばらしき超能力時代』（盛光社） 1967.3 、のち改題『すばらしい超能力時代』（旺文社文庫）
- 『ガリレオ』（国土社、子ども伝記全集） 1968
- 『宇平くんの大発明』（岩崎書店、SFえどうわ） 1968
- 『アンコールワットものがたり』（岩崎書店、おはなしノンフィクション） 1968
- 『クラウン号宇宙へ行く』（盛光社） 1968
- 『日本子ども遊撃隊』（国土社、創作子どもSF全集） 1969
- 『星のともだち』（盛光社、創作SFえほん） 1969
- 『こどもセールスマン1号』（岩崎書店、SFえどうわ） 1970
- 『とびだすエンピツ』（新日本出版社、新日本こどもの文学） 1970
- 『怪じゅう大行進』（偕成社、カラー絵ばなし） 1970
- 『101匹の恐りゅう』（偕成社、カラー絵ばなし） 1970
- 『宇宙船の記録』（岩崎書店、少年少女宇宙開発の科学） 1971
- 『おばけを探検する』（講談社、少年少女講談社文庫） 1972
- 『なぞなぞ・ゲームの本』（戸井十月絵、少年少女講談社文庫） 1972
- 『忍術のひみつ探検』（少年少女講談社文庫） 1974
- 『なんでもありまーす なぞなぞマーケット』（タツノコプロダクション出版局） 1974
- 『しんはつめいじどうちらかしき』（岩崎書店、母と子の絵本） 1974
- 『しゅくだいだしたーい なぞなぞ小学校』（タツノコプロダクション出版局） 1974.8
- 『へっぽこ変人きてれつ奇人』（少年少女講談社文庫） 1975
- 『しんはつめいじどうむだづかいき』（岩崎書店、母と子の絵本） 1975
- 『真田十勇士』（岩崎書店） 1975
- 『泣くなつちのこ』（岩崎書店） 1976.8
- 『しんはつめいじどうぽちぽちき』（岩崎書店、母と子の絵本） 1976.3
- 『怪談どくろが丘』（三省堂、三省堂らいぶらりい） 1977.10
- 『船がしずんだたすけっぺ! 』（新日本出版社、新日本おはなし文庫） 1980.11
- 『青い窓からひろがるうた』(小学館のノンフィクション童話)  1981.10
- 『テストはおすき?』（太平出版社、太平けっさく童話） 1982.3
- 『まきバス三太号 木炭自動車復原ものがたり』（岩崎書店、絵本ノンフィクション） 1982.7
- 『うみがめのたび』（草土文化） 1982.2
- 『ピアノの魔術師リスト』（音楽之友社、ジュニア音楽図書館作曲家シリーズ） 1982.6
- 『はしれハーモニカ特急』 (小学館のノンフィクション童話)   1983.2
- 『ロボットせんせいせかい一』（理論社、どうわの森のおくりもの） 1983.3
- 『海をわたったリンゴ』（岩崎書店、絵本ノンフィクション） 1983.7
- 『西郷隆盛』（さ・え・ら書房、少年少女伝記読みもの） 1983.1
- 『みどりのまきばのうた 小岩井農場ものがたり』（小学館のノンフィクション童話） 1984.2
- 『田中正造 足尾の鉱毒問題とたたかった』（さ・え・ら書房、少年少女伝記読みもの） 1984.5
- 『不思議の国の天皇陛下 日本人とは何かがわかる』（光文社、カッパ・ホームス） 1984.4
- 『たんじょうびのおくりもの』（岩崎書店、現代の創作幼年童話） 1985.12
- 『新発見平和センタクキ』（汐文社、原爆児童文学集） 1985.4
- 『ちょっぴりてんさい1年生!』（国土社、がんばれ1年生） 1985.4
- 『あかいはりのなぞ』（岩崎書店） 1985.3
- 『自由くんの宇宙せんそう』（岩崎書店、あたらしいSF童話） 1985.4
- 『貝がらをひろった 詩集』（らくだ出版、子どもの詩の花束） 1986.11
- 『おてつだいロボットおはなしつき』（教育画劇、スピカのおはなしえほん） 1986.8
- 『おばけのびんづめ』（教育画劇、スピカの幼年どうわ） 1986.11
- 『なぞなぞ・おはなしランド』（童心社、フォア文庫） 1988.11
- 『ファーブルの虫たち』1 - 4（熊田千佳慕絵、創育） 1988 - 1989
- 『おばけはどこにいる?』（童心社、小学生ブックス） 1989.7
- 『とびだすエンピツ 前進座青少年劇場公演』（前進座宣伝部） 1990.1
- 『小さなかわいい遊園地 花やしきとごらくや 山田貞一』（小峰書店、いきいき人間ノンフィクション） 1991.1
- 『水族館のクジラ博士 海獣の友だち 中島将行』（小峰書店、いきいき人間ノンフィクション） 1993.9
- 『明治維新をしかけた男 - 坂本竜馬』（岩崎書店、伝記・人間にまなぼう） 1993.4
- 『だれにもすかれるあいさつことばの事典』（小峰書店、てのり文庫） 1994.4

## 編纂・共著
- 「北川千代児童文学全集」（鳥越信, 古田足日共編、講談社） 1967
- 「日本のふるさと・こどもの民話」全24巻（都市と生活社） 1982
- 『キチキチバッタとハタオリバッタ かがくよみもの2ねんせい』（加古里子共著、日本標準） 1982.4
- 『かわいい子にはちょっとぼうけん 人のからだ・親子・友だちのことわざ童話集』（関英雄共編著、国土社、ことわざ童話館） 1992.12
- 『ねこの手もかりたいケイおばさん 動物・自然・勝負のことわざ童話集』（関英雄共編著、国土社） 1992.12
- 『どんぐりトリオの背くらべ 男の子と女の子・勉強・かしこくなることわざ童話集』（関英雄共編著、国土社） 1993.2
- 『鬼のいぬまの火の用心 ふしぎ・数字・なぞと推理のことわざ童話集』（関英雄共編著、国土社） 1993.3
- 『井戸の中のコンピューター 鳥/虫/魚・人の心・植物のことわざ童話集』（関英雄共編著、国土社） 1993.3
- 『とらぬたぬきのペア旅行 わらい・お金・地域のことわざ童話集』（関英雄共編著、国土社） 1993.4
- 『犬もあるけば夢しばい 新いろはことわざ童話集』（関英雄共編著、国土社） 1993.4
- 『だ人が人を好きになると 教室の恋愛四行詩』（大倉雅恵編、PHP研究所） 1995.12
- 『でんでんむしのかなしみ いのちのかなしみ・詩童話集』（大倉雅恵共編、日本短波放送） 1999.6

## 翻訳・再話
- 『超能力者の世界 超自然の謎』（フランク・エドワーズ、早川書房） 1966、のち角川文庫
- 『火星の秘密兵器』（E・R・バローズ、講談社） 1967 - 火星シリーズ
- 『謎の四十面相』（ハンショー（英語版）、ポプラ社、ジュニア世界ミステリー） 1968
- 『宇宙大作戦』（ブリッシュ、集英社、ジュニア版世界のSF） 1969
- 『隊長ブーリバ』（ニコライ=ゴーゴリ、講談社、世界の名作） 1983.8
- 『レンズマンの子どもたち』（E=E=スミス、講談社、青い鳥文庫） 1984.8
- 『ふしぎなふえのね』（カプアーナ、世界文化社、おはなしえみっく） 1986
- 『おやゆびひめ』（アンデルセン原作、青山みるく絵、国土社、こども世界名作） 1986.12 ISBN 978-4337011052
- 『三じゅうし』（デュマ、国土社、こどもせかい名作） 1988.1
- 『海底旅行』（ベルヌ、ポプラ社、こども世界名作童話） 1988.5

## 作詞
- 「みんななかよし」（作曲：桑原研郎、歌：東京放送児童合唱団） - NHK教育テレビ『みんななかよし』オープニングテーマ
- 「ワンダースリー」（作曲：宇野誠一郎、歌：ボーカル・ショップ） - フジテレビ『W3（ワンダースリー）』オープニングテーマ

## 参考
- 『日本近代文学大辞典』